# Franz Nolde
Franz Nolde (* 1. November 1909 in Lasdehnen; † 21. Mai 1981 in Schwedt) war ein deutscher Maler.

## Leben und Werk
Nolde war der Sohn eines Eisenbahners. Von 1926 bis 1929 machte er eine Lehre als Dekorationsmaler. Danach arbeitete er in seinem Beruf, ab 1932 selbständig. Von 1932 bis 1934 studierte er u. a. Landschaftsmalerei bei Alfred Partikel an der Kunstakademie Königsberg. Er trat 1933 in die SS ein, wo er zum SS-Rottenführer befördert wurde. Am 7. August 1937 beantragte er die Aufnahme in die NSDAP und wurde rückwirkend zum 1. Mai desselben Jahres aufgenommen (Mitgliedsnummer 4.753.676). Von 1939 bis 1945 war er während des Zweiten Weltkrieges im Kriegseinsatz. 1942 heiratete er Ingeborg Kelch. Die Ehe ging später auseinander.
Aus der Kriegsgefangenschaft ging Nolde 1946 nach Meißen und arbeitete als freischaffender Künstler. 1948 schloss er sich der Dresdner Künstlergruppe Das Ufer an.
Er wurde Mitglied der SED. Von 1950 bis 1951 besuchte er die Landesschule des Kulturbundes zur Demokratischen Erneuerung Deutschlands in Ostrau. Später arbeitete er in verschiedenen Funktionen des Verband Bildender Künstler der DDR (VBK), u. a. als Vorsitzender des Bezirksverbandes Dresden und bis 1963 als Mitglied der zentralen Leitung des Verbands in Berlin. 1952 besuchte er im Auftrag des VBK mit Willy Wolf u. a. in Hamburg, Lübeck, Oldenburg und Bremen Künstler-Ateliers. 1959 hatte er mit weiteren Künstlern einen Studienaufenthalt in der Volksrepublik China.
Ab 1963 lebte und arbeitete Nolde als freier Künstler in Schwedt, wo er entsprechend der Vorgabe, unter die schaffenden Menschen zu gehen, eine vertragliche Bindung mit dem Erdölverarbeitungswerks Schwedt einging und u. a. 1964 einen Zirkel für Malerei und Grafik gründete, der seit 1992 als Malkreis „Franz Nolde“ weiter mit einem eigenen Atelier aktiv ist.
Noldes Bilder sind prototypisch für den sowjetisch orientierten Sozialistischen Realismus dieser Zeit. Dieter Goltzsche nannte ihn „unbegabt“ und Karl Hermann Roehricht schrieb über ihn: „Er war ein perfekter, aber gehaltloser Redner, ein Lebenskünstler …ein sehr schwacher Maler.“
Nolde war befreundet mit Ewald Schönberg.

## Ehrungen
- 1960: Verdienstmedaille der DDR

- 1974: Ehrenmitglied des VBK
- 1966: Kunstpreis des Erdölverarbeitungswerks Schwedt
- 1966: Ernst-Moritz-Arndt-Medaille
- 1969: Vaterländischer Verdienstorden in Bronze
- 1969: Kunstpreis des Rates des Bezirks Frankfurt
- 1971: Johannes-R.-Becher-Medaille

## Darstellung Noldes in der bildenden Kunst
- Rudolf Bergander: Bildnis Franz Nolde (Lithografie, 1953)[8]

## Werkbeispiele

### Malerei und Zeichenkunst
- Hüttenarbeit (Kohlezeichnung; 1947 auf der „Wanderkunstausstellung durch Westsachsen“ der Gruppe „Das Ufer“)[9]
- Elblandschaft bei Meißen/bei Diesbar (Aquarell, 1951)[10][11]
- Umbau im Strohzellstoffwerk Philipp Müller (Öl, 165 × 135 cm); auf der Dritten Deutschen Kunstausstellung
- Ausflug (Öl, 44 × 67 cm; auf der Vierten Deutschen Kunstausstellung)
- Die Moskwa bei den Leninhügeln (Aquarell, 46 × 70 cm; auf der Vierten Deutschen Kunstausstellung)[12]
- Rast des Traktoristen (Öl, 74 × 86 cm; auf der Vierten Deutschen Kunstausstellung)
- Auf dem Jangtse bei Wuhan (1959, Mischtechnik)[13]
- In einer Volkskommune bei Kanton (1959, Aquarell)[13]
- Das Erdölwerk im Winter (Öl; um 1971; Brandenburgisches Landesmuseum für moderne Kunst, vormals Galerie Junge Kunst, Frankfurt/Oder)[14]
- Schwedter Landschaft (Öl, 1971; auf der VII. Deutschen Kunstausstellung)[15]
- Kaukasische Landschaft (Öl, 1980; auf der IX. Deutschen Kunstausstellung)[16]

### Wandbilder
- Meißen-Keramik (1949; Auftragswerk für die 2. Deutsche Kunstausstellung; mit Rudolf Bergander und Walter Meinig)[17]
- Mansfelder Kupferschieferbergbau (Zyklus für die damalige Landesparteischule in Ballenstedt; mit Bergander, Rene Graetz und Horst Strempel; zerstört Anfang der 1950er Jahre)

## Ausstellungen (unvollständig)

### Einzelausstellungen
- 1948 Meißen, Stadtmuseum (mit Bergander und Walter Nikusch)
- 1969 und 1979: Schwedt
- 1969: Frankfurt und Dresden

### Teilnahme an zentralen und wichtigen regionalen Ausstellungen in der Zeit der DDR
- 1949, 1953, 1958/59, 1962/63, 1972/73 und 1982/83: Dresden, 2., Dritte, Vierte und Fünfte Deutsche Kunstausstellung und VII. und IX. Kunstausstellung der DDR
- 1959: Shanghai, Kunstausstellung der DDR
- 1964 bis 1985: Frankfurt/Oder, fünf Bezirkskunstausstellungen
- 1968: Halle/Saale, Staatliche Galerie Moritzburg („Sieger der Geschichte. Die Arbeiterpersönlichkeit in der bildenden Kunst der Deutschen Demokratischen Republik“)
- 1970: Berlin, Altes Museum („Im Geiste Lenins“)
- 1971: Berlin, Altes Museum („Das Antlitz der Arbeiterklasse in der bildenden Kunst der DDR“)
- 1974: Frankfurt/Oder („Aquarelle – Gouachen – Tempera – Pastell“)
- postum 1984: Dresden, Pretiosensaal des Schlosses („Das Ufer. Gruppe 1947 Dresdner Künstler. Malerei, Grafik, Plastik 1947 – 1952“)